# Ucluelet

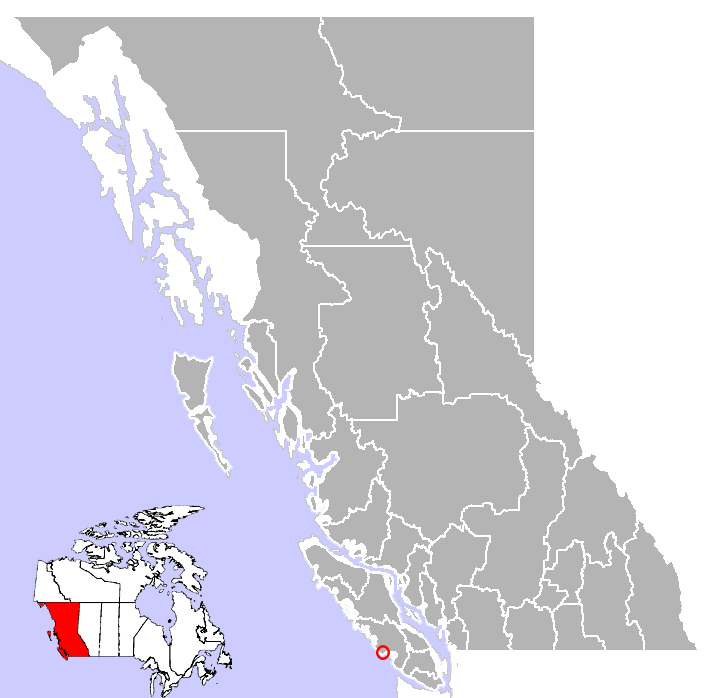
Stadens läge i British Columbia

Ucluelet är ett samhälle beläget på Vancouver Island, British Columbia i Kanada med 1 753 invånare (2001). Staden ligger på en udde och västerut från staden ligger Stilla havet. Staden har ganska många turister men inte lika många som Tofino.
Alla ungdomar som går i "high school" från Tofino och de omkringliggande indianreservaten går i Ucluelet.